# ちはな陽子
ちはな ちよこは、プロレスのレフェリー。

## 略歴
2009年
- KAIENTAI DOJOに社員として入社。
- 3月20日、「ちはな陽子」としてレフェリーデビュー。

2011年
- 4月9日、家庭に専念するためレフェリーを引退。

2021年
- 8月8日、JTOから「ちはなちよこ」としてレフェリーへ復帰。主にJTOをメインに他団体などでも活動再開。

## エピソード
レフェリーデビューは当初担当する予定のレフェリーが交通渋滞に捕まって試合開始に間に合わなかったため、リングアナウンサーである味方冬樹の判断で緊急デビューしてレフェリーシャツなしで裁いた。